# Lemuria (rollspel)
Lemuria är en actioninriktad dieselpunkspelvärld i ett rollspel, skriven för d20 Modern Roleplaying Game. Den skildrar den fiktiva vida vildmarkskontinenten Lemuria, belägen mellan Australien, Afrika och Sydamerika, under dess laglösa epok under början av 1930-talet. Lemuria ersätter och är mycket större än Antarktis.
Genrebeteckningen dieselpunk har härletts ur cyberpunk. Den syftar på skildringar av ett kärvt 1930-tal, med en delvis alterntiv historia där skrupelfria politiker och företag exploaterar världen och tekniken drivs av dunkande dieselmotorer. Konspirationer och weird science pulserar under ytan: världen är både mer fantastisk och kusligare än det "sanna" 1930-talet.
Författare är Anders Blixt och Krister Sundelin och illustratör är Tomas Arfert. Lemuria publiceras av rollspelsföretagen Rävspel och Rävsvans.
Namnet Lemuria är hämtat från legenderna om den sjunkna kontinenten Lemurien.